# High Speed Circuit Switched Data
High Speed Circuit Switched Data (HSCSD) est une technologie dont le but est de fournir un débit plus élevé pour les applications nécessitant des transferts de données. Le GSM utilise le TDMA, c'est-à-dire que le temps est divisé en slots (période donnée). En GSM, un mobile dispose d'un slot pour respectivement émettre ou recevoir, puis doit attendre 7 slots avant de pouvoir émettre ou recevoir des données (ne pas oublier que les canaux émission et réception sont séparés).

Le principe de HSCSD est de permettre à un utilisateur d'utiliser plusieurs slots d'affilée. Cela demande des terminaux ME plus compliqués et une modification de l'interface radio.